# Константин (Мануйлов)
Епи́скоп Константи́н (в миру Константи́н Константи́нович Ману́йлов; 29 июня 1968, Камышин) — епископ Русской православной церкви, епископ Братский и Усть-Илимский.

## Биография
По окончании в 1985 году средней школы № 17 города Камышина работал на Камышинском хлопчатобумажном комбинате слесарем третьего разряда. В 1986 году поступил в Иркутский сельскохозяйственный институт на факультет охотоведения. В 1987—1989 годы служил в рядах Советской армии в Хабаровске. В 1993 года окончил Иркутский сельскохозяйственный институт по специальности биолог-охотовед. В 1993—2004 годы занимался предпринимательской деятельностью.
С 2002 года — заместитель начальника детского лагеря «Роднички» Иркутской епархии.
С 1 октября 2004 года исполнял послушание пономаря в Свято-Троицком храме города Иркутска.
В 2007—2010 годы обучался на философском факультете Иркутского государственного университета по специальности «религиоведение».
4 ноября 2008 года в Казанском соборе города Иркутска рукоположен архиепископом Иркутским и Ангарским Вадимом (Лазебным) в сан диакона, 16 ноября того же года в Знаменском соборе города Иркутска тем же архиереем был рукоположен в сан иерея и назначен клириком Спасского храма города Иркутска. С его приходом богослужения в древнем храме стали ежедневными.
16 ноября 2008 года назначен духовником 5—11 классов православной женской гимназии во имя Рождества Пресвятой Богородицы города Иркутска. С 1 ноября 2009 года — законоучитель гимназии.
С сентября 2010 по июнь 2013 года работал в Иркутском государственном университете преподавателем дисциплины «Христианское богословие».
9 сентября 2011 года архиепископом Вадимом освобождён от обязанностей клирика Спасского храма города Иркутска и назначен настоятелем храма Успения Божией Матери города Иркутска.
В декабре 2011 года назначен начальником епархиального детского православного лагеря «Роднички».
В 2012—2017 годы обучался в Хабаровской духовной семинарии.
22 марта 2014 годы митрополитом Иркутским Вадимом в храме Успения Божией Матери города Иркутска на территории бывшего Вознесенского монастыря пострижен в монашество с наречением имени Константин в честь равноапостольного царя Константина.
С 28 ноября 2016 года исполнял послушание руководителя комиссии по вопросам физической культуры и спорта Иркутской епархии.

## Архиерейство
13 октября 2022 года решением Священного Синода РПЦ избран епископом Братским и Усть-Илимским.
16 октября 2022 года в храме пророка-царя Давида в посёлке Новоснежная Слюдянского района Иркутской области митрополитом Иркутским и Ангарским Максимилианом (Клюевым) возведён в сан архимандрита.
10 ноября 2022 года в Тронном зале Храма Христа Спасителя в Москве состоялось его наречение во епископа Братского и Усть-Илимского.
19 декабря 2022 года в храме святителя Николая Мирликийского в Тушине хиротонисан во епископа. Хиротонию совершили: митрополит Воскресенский Дионисий (Порубай), митрополит Рязанский и Михайловский Марк (Головков), митрополит Иркутский и Ангарский Максимилиан (Клюев), епископ Покровский и Новоузенский Пахомий (Брусков), епископ Саянский и Нижнеудинский Алексий (Муляр), епископ Наро-Фоминский Парамон (Голубка).